# Shoji Toyama
Shoji Toyama (唐山 翔自 Tōyama Shōji?, Toyonaka, Osaka, 21 de septiembre de 2002) es un futbolista japonés que juega como delantero en el Tokyo Verdy.

## Trayectoria
En 2019 se unió al Gamba Osaka de la J1 League.

## Clubes
| Club                     | País  | Año       |
| ------------------------ | ----- | --------- |
| Gamba Osaka              | Japón | 2020-     |
| Ehime FC (cedido)        | Japón | 2021      |
| Mito HollyHock (cedido)  | Japón | 2022-2023 |
| Roasso Kumamoto (cedido) | Japón | 2024      |
| Tokyo Verdy (cedido)     | Japón | 2025-     |